# Едуард фон Грютцнер
Едуард Теодор лицар фон Грютцнер (нім. Eduard Theodor Ritter von Grützner; 26 травня 1846, Великі Карловиці — 2 квітня 1925) — німецький художник. Відомий завдяки жанровим сценкам з життя ченців.

## Біографія
Народився 26 травня 1846 року в селі Грос Карловіц в Сілезії (нині — село Великі Карловиці в Опольському воєводстві Польщі) у багатодітній селянській родині. Пастор місцевої церкви Фішер, що часто відвідував їхню родину, запримітив схильність малого Едуарда до малювання. Згодом, працюючи в сусідському графському маєтку, він малював на усьому, що потрапляло до рук. Управитель маєтку часто видавав хлопчику папір і дуже радів, коли той, крім численних зображень тварин, точно відображав характери місцевих селян. Завдяки пастору Грютцнер відвідував гімназію у Нейсе.
У 1864 році з допомогою архітектора Гіршберга почав здобувати художню освіту у приватній художній школі Германа Діка у Мюнхені. Провчившись там нетривалий час, він перейшов до класу античного мистецтва Мюнхенської академії мистецтв, де Йоган Георг Гілтенспергер і Александер Штрьогубер знайомили студентів зі стандартами краси давніх часів.
У 1865 році Грютцнер вступив до малярського класу Германа Аншютца за рекомендацією Карла Теодора фон Пілоті, оскільки клас останнього був переповнений і він зміг забрати до себе Едуарда Грютцнера лише у 1867 році. Три роки по тому Грютцнер закінчив академію.
У 1870 році він відкрив власне ательє у дачному будиночку на Швантхалерштрассе 18 в Мюнхені. Швидко одне за іншим пішли замовлення.
У 1880 році Едуард Грютцнер був нагороджений лицарським хрестом першого класу ордену Заслуг святого Михайла.
У 1886 році принц-регент Баварії Луітпольд Баварський удостоїв художника звання професора.
Останні роки життя митця не були дуже щасливими. Після того, як 1899 році дружина пішла від нього до оперного співака, Грютцнер усамітнився. Він шукав розраду в китайській філософії, почав збирати твори східноазійського мистецтва і вивчити японську. На деяких його пізніх творах відображались східні мотиви (образ Будди або китайська ваза в композиції).
Помер Едуард фон Грютцнер 2 квітня 1925 року в Мюнхені.

## Колекціонування
Едуард фон Грютцер був пристрасним колекціонером художніх творів. Спочатку до кола його інтересів входили твори німецької пізньої готики і раннього ренесансу. В останнє десятиліття свого життя він звернувся до творів мистецтва Далекого Сходу.

## Галерея

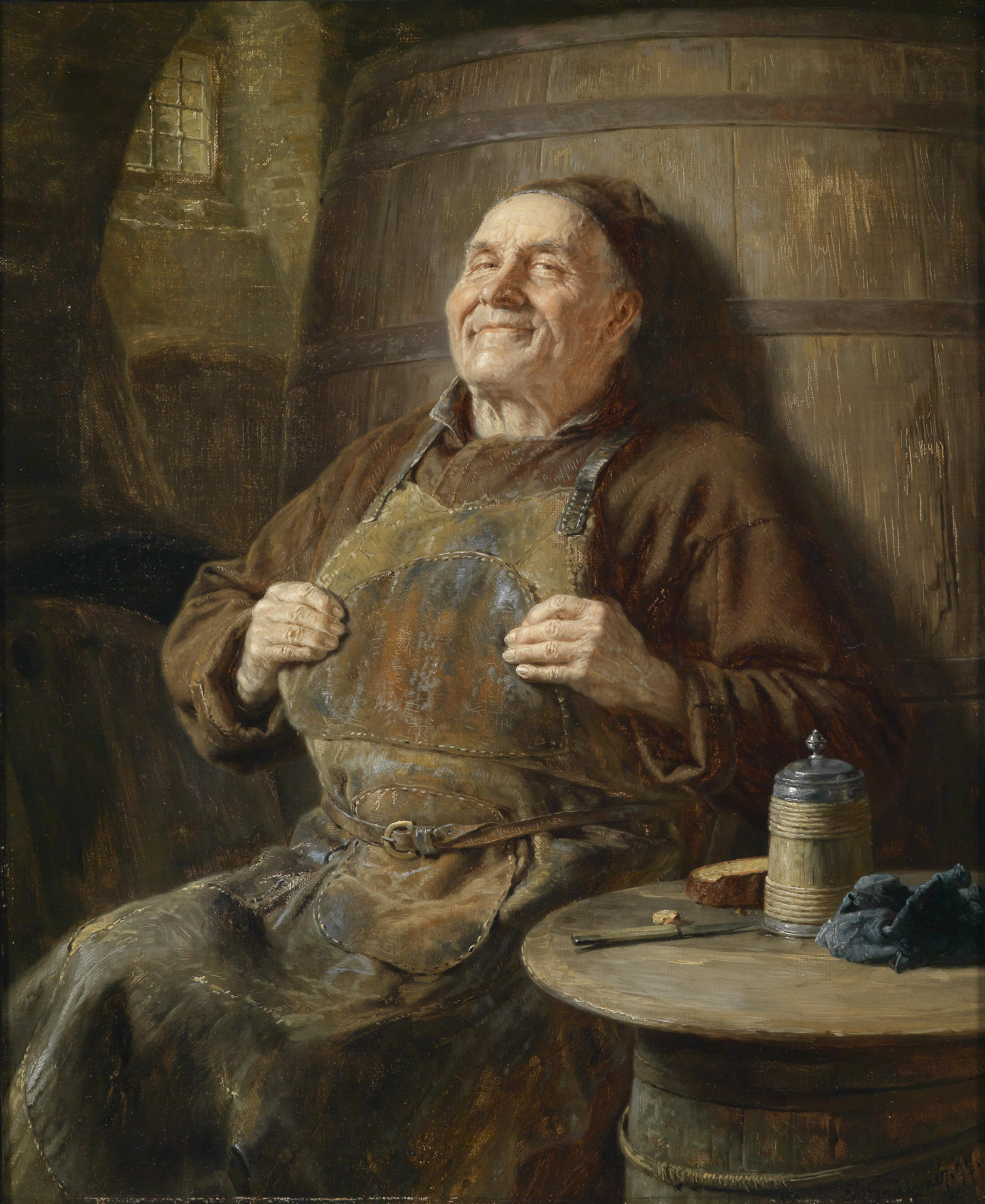
Спокійний Відпочинок (1897).
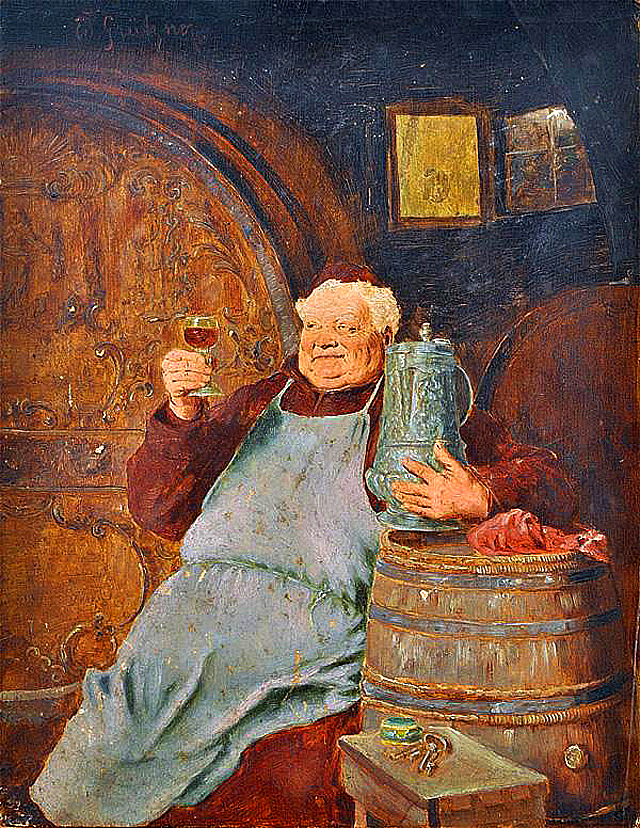
Чернець дегустує вино.
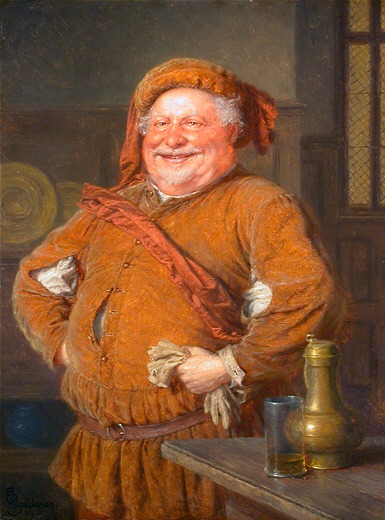
Фальстаф з рукавичками.
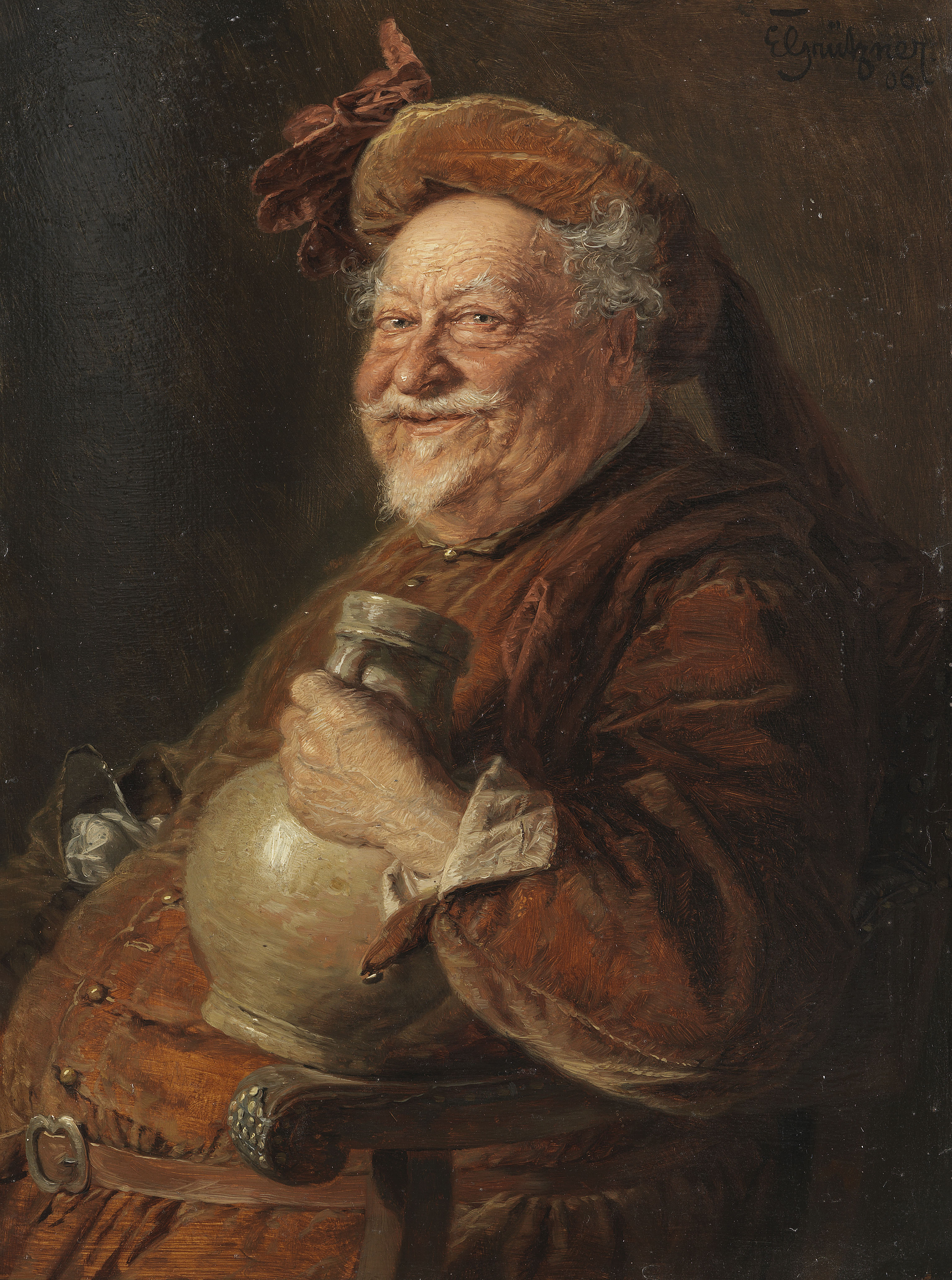
Фальстаф (1906).
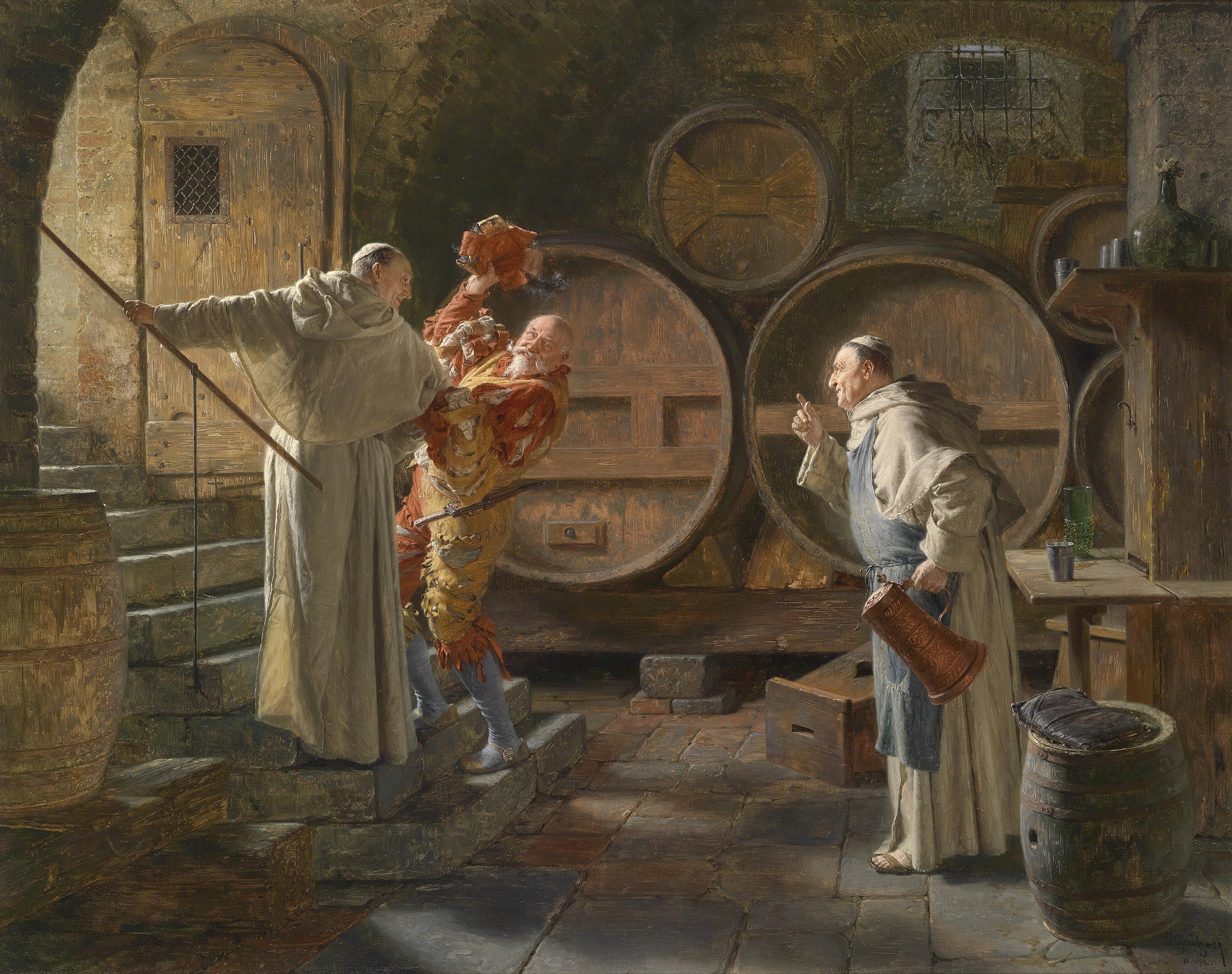
Після важкого бенкетування (1892).
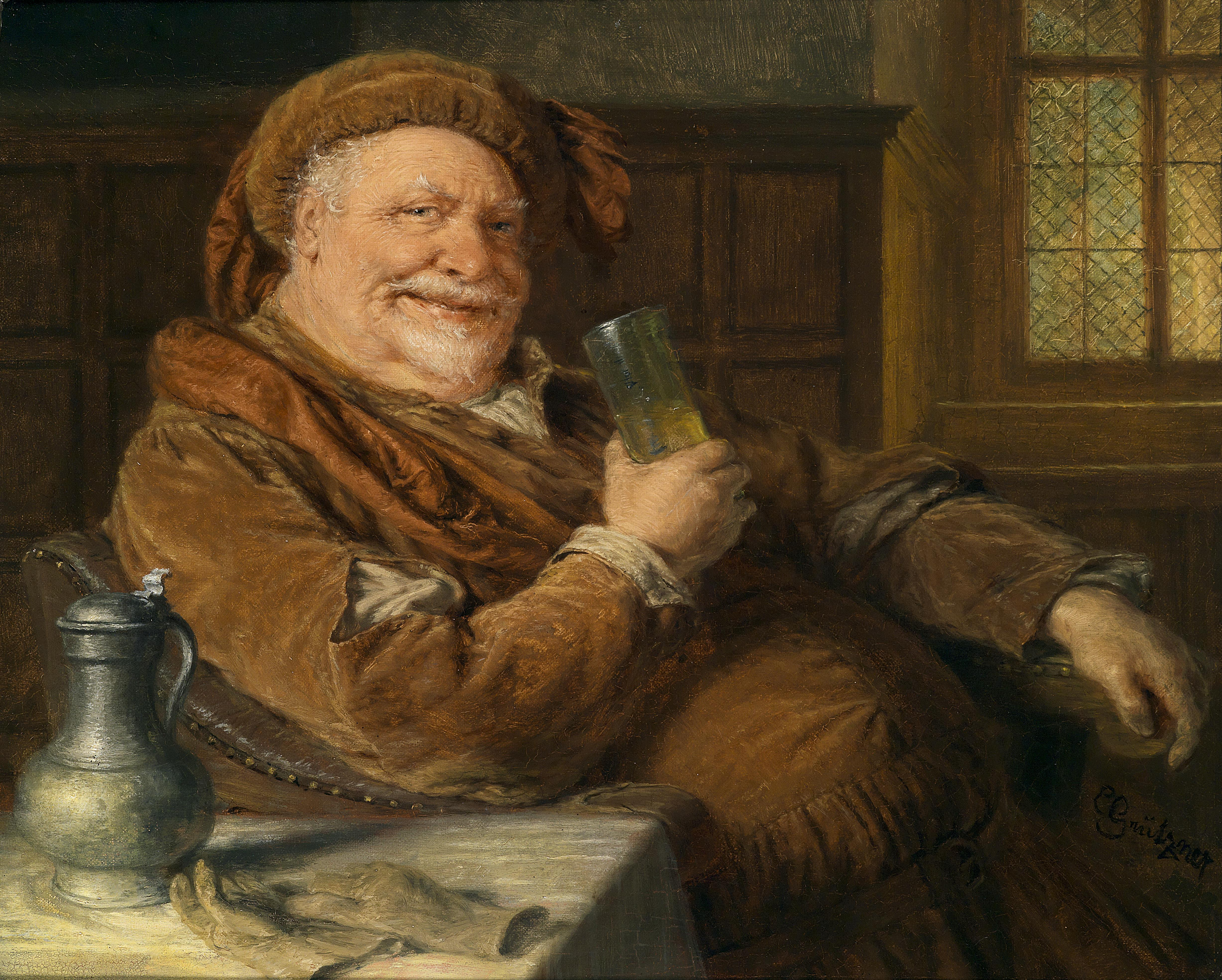
Фальстаф з олов'яним глечиком і келихом.